# Tiruchirappal·li
Tiruchirappal·li (tàmil தி௫ச்சிராப்பள்ளி tiruccirāppaḷḷi) també Tiruchirapalli, i abreujat Tiruchi o Trichy (tàmil தி௫ச்சி), en anglès coneguda com a Trichinopoly és una ciutat i corporació municipal de Tamil Nadu, la quarta ciutat de l'estat després de Chennai, Coimbatore i Madurai, capital del districte de Tiruchirappalli. Consta al cens del 2001 amb una població de 746.062 habitants i una estimació de 2009 puja a 1.139.534 habitants. Està al centre de l'estat a la riba del riu Cauvery. La ciutat portaria el nom de Trishira, un dimoni de tres caps. La ciutat té un aeroport internacional que porta el seu nom.

## Història
Uraiyur, un suburbi de la ciutat, fou capital del chola i és esmentada pel geògraf Claudi Ptolemeu al segle ii. Els puranes parlen de la seva destrucció per una pluja d'arena. El rei pandya Parantaka (segurament Parantaka II) va regnar a aquesta ciutat i també el seu fill Aditya II, àlies Karikala, al segle x. Després va tornar als coles. Al segle xiii va passar als hoysales amb centre a Samayapuram i els coles haurien passar a ser vassalls. Després d'una incursió musulmana als primers anys del segle xiv, a la segona part d'aquest segle va passar a Vijayanagar però encara al segle xv i XVI descendents dels coles regnaven a Uraiyur com a feudataris de Vijayanagar, segons inscripcions trobades a Srirangam i Jambukeswaram. Al segle xvi el poder va anar als nayaks de Madura; Visvanatha Nayaka hauria estat el fundador de la ciutat i de la fortalesa; Chokkanatha Nayaka va construir l'anomenat Palau del Nawab (modern Palau de Mangammal, per la reina d'aquest nom); al segle xvii els nayaks van convertir a Trichinopoly en la seva capital. El 1741 fou ocupada pels marathes i el 1744 pel nizam d'Hyderabad que la va cedir al nawab d'Arcot. En les guerres del Carnàtic fou assetjada quatre vegades (vegeu districte de Trichinopoly). El 1801 fou cedida als britànics pel nawab i fou centre d'un campament militar important fins al 1878 quan va quedar molt reduït. La municipalitat es va formar el 1866.

## Temples i llocs destacats de la ciutat i rodalia
- A la ciutat destaca la fortalesa de la roca amb un temple (UUcchi Pillayar)
- Temple de Srirangam
- Temple Sri Ranganathaswamy a la veïna Srirangam (a uns 6 km), temple vaixnavita i el lloc de culte hinduista més gran del món
- Temple Erumbeeswarar
- Temple Jambukeshwara a (Thiruvanaikaval), o Casa de l'Aigua, una de les mítiques llars de Xiva
- Temple Samayapuram Mariamman
- Temple de Tirupattur
- Temple Katha Veeraiya swamy
- Temple Bikshandar koil
- St. Lourd's Church
- Basílica de Poondi Madha
- Mesquita Nadhar Sadar
- Residència de Robert Clive sobre Teppakulam al sud-est, avui un Col·legi.
- Església de Crist
- Residència del missioner Swartz
- Tomba de Chanda Sahib a la mesquita de Nadir Shah (del santó Nadir Shah Auliya, també enterrat allí)
- Parc Diamond Jubilee Park
- Arc commemoratiu de la visita del príncep de Gal·les, després emperador de l'Índia

## Fills il·lustres
- Chandrasekhara Raman (1888 - 1970) físic, Premi Nobel de Física de l'any 1930.

## Galeria

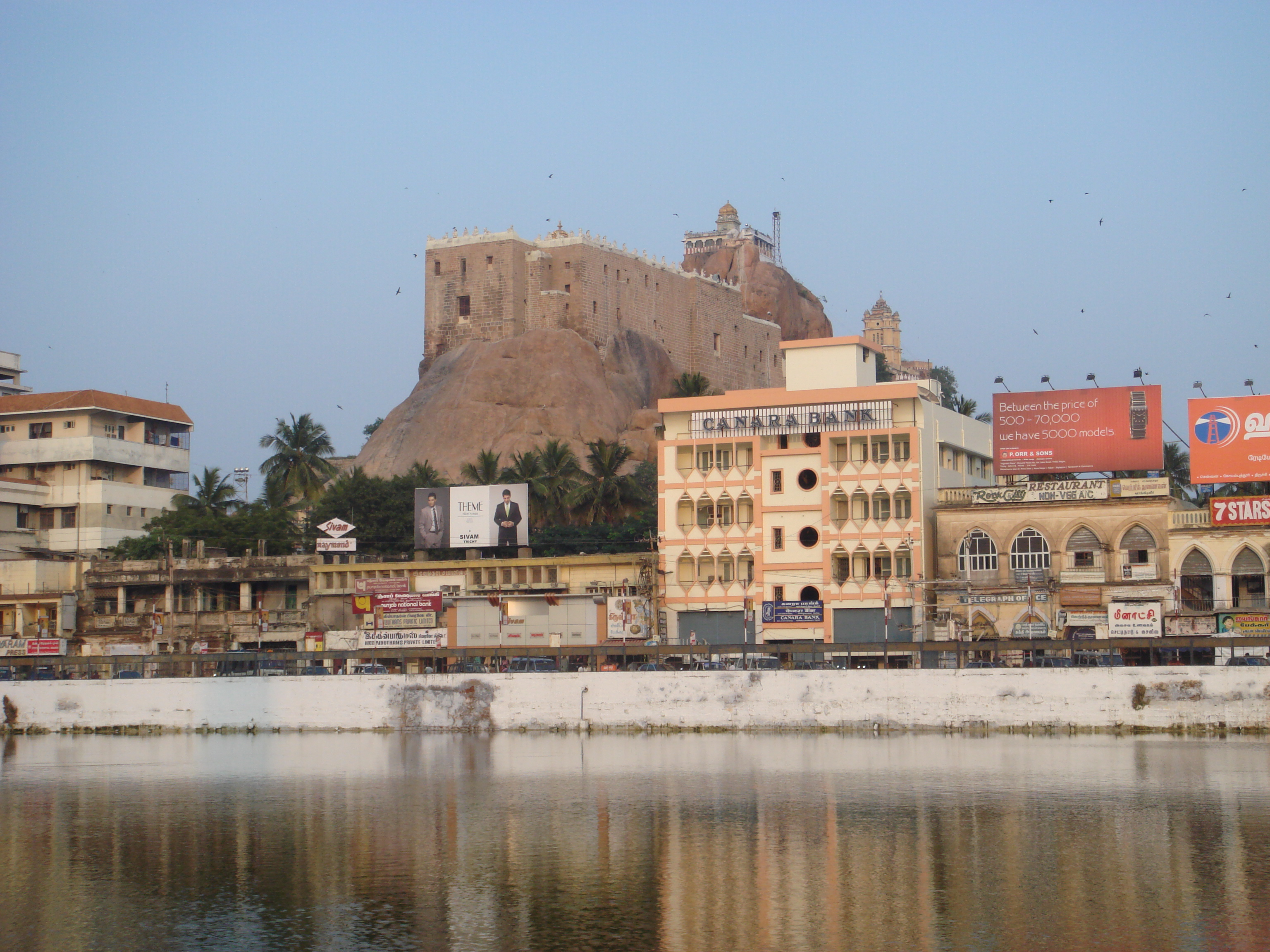
El fort i el temple de la roca
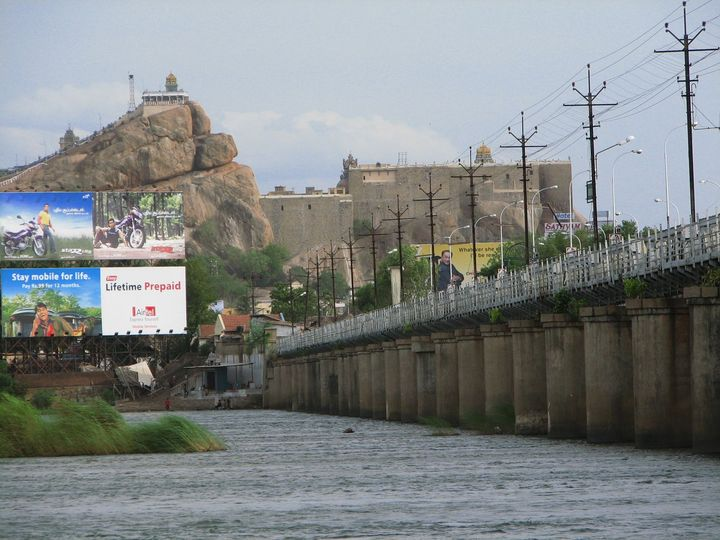
el fort des del Cauvery
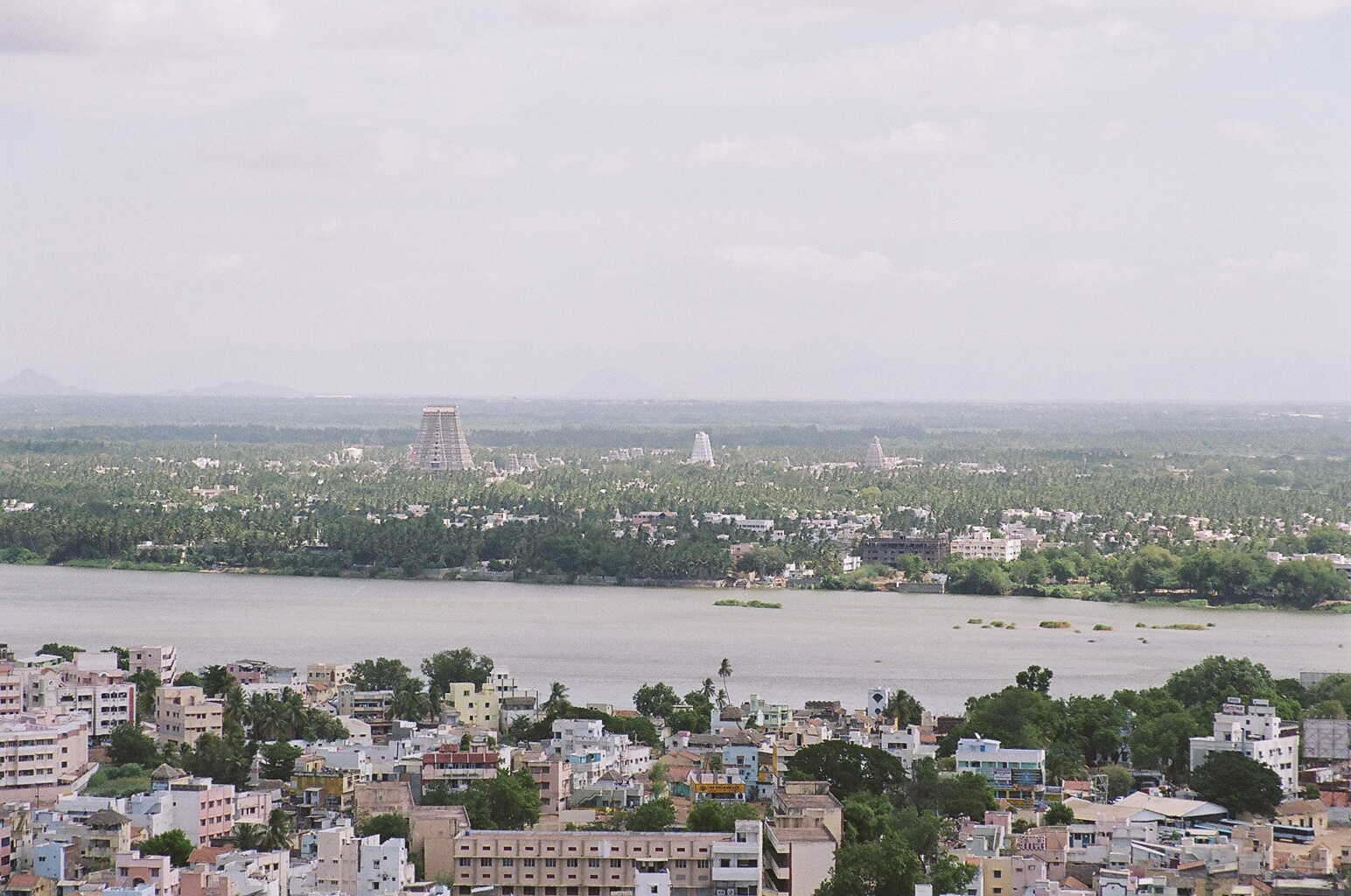
Vista de la ciutat des del fort
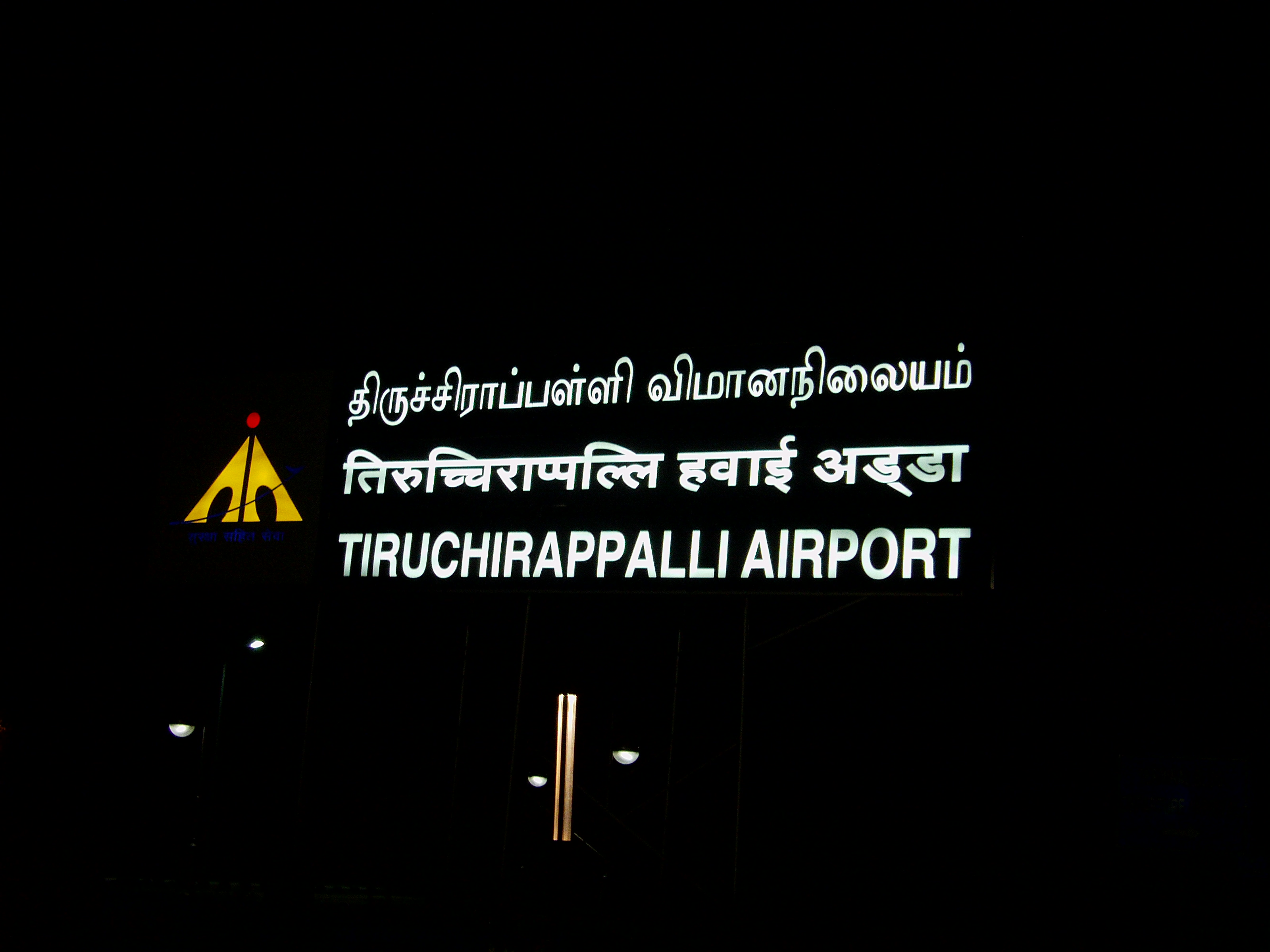
Tiruchchirappalli International Airport
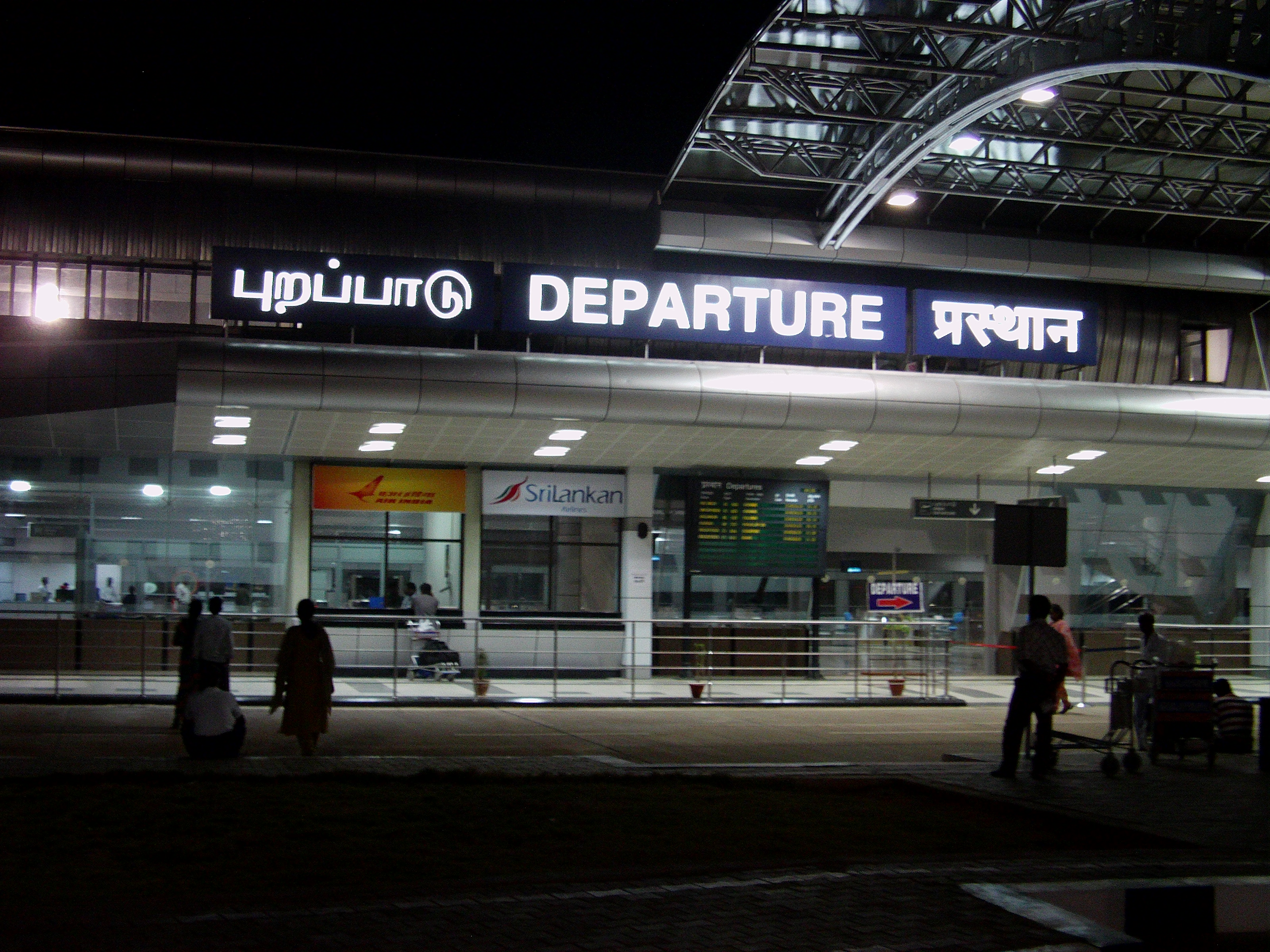
Tiruchchirappalli International Airport
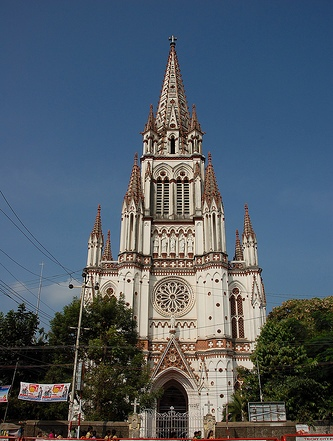
St.Lourd's church